# Luigi di Borbone-Francia (1707-1712)
Luigi di Borbone, duca di Bretagna (Versailles, 8 gennaio 1707 – Versailles, 8 marzo 1712), era figlio di Luigi, duca di Borgogna, poi delfino di Francia, e di Maria Adelaide di Savoia. Il suo bisnonno era quindi il re di Francia Luigi XIV.

## Biografia
Nel 1712 ereditò il titolo di Delfino di Francia dal padre; morì però un mese dopo di lui. Il titolo di erede al trono di Luigi XIV passò dunque al fratello minore, Luigi duca d'Angiò, futuro re Luigi XV.

## Ascendenza
|                                |                             |                                           | Genitori                            |  |  | Nonni |  |  | Bisnonni             |  |  | Trisnonni             |  |
|                                |                             |                                           |                                     |  |  |       |  |  | Luigi XIV di Francia |  |  | Luigi XIII di Francia |  |
|                                |                             |                                           |                                     |  |  |       |  |  | Luigi XIV di Francia |  |  | Luigi XIII di Francia |  |
|                                |                             | Anna d'Austria                            |                                     |  |  |       |  |  | Luigi XIV di Francia |  |  |                       |  |
| Luigi, il Gran Delfino         |                             |                                           |                                     |  |  |       |  |  | Luigi XIV di Francia |  |  |                       |  |
|                                |                             | Maria Teresa d'Asburgo                    | Filippo IV di Spagna                |  |  |       |  |  |                      |  |  |                       |  |
|                                |                             | Maria Teresa d'Asburgo                    | Filippo IV di Spagna                |  |  |       |  |  |                      |  |  |                       |  |
|                                |                             | Maria Teresa d'Asburgo                    | Elisabetta di Borbone-Francia       |  |  |       |  |  |                      |  |  |                       |  |
| Luigi, duca di Borgogna        |                             | Maria Teresa d'Asburgo                    |                                     |  |  |       |  |  |                      |  |  |                       |  |
|                                |                             | Ferdinando Maria di Baviera               | Massimiliano I di Baviera           |  |  |       |  |  |                      |  |  |                       |  |
|                                |                             | Ferdinando Maria di Baviera               | Massimiliano I di Baviera           |  |  |       |  |  |                      |  |  |                       |  |
|                                |                             | Ferdinando Maria di Baviera               | Maria Anna d'Asburgo                |  |  |       |  |  |                      |  |  |                       |  |
| Maria Anna Vittoria di Baviera |                             | Ferdinando Maria di Baviera               |                                     |  |  |       |  |  |                      |  |  |                       |  |
|                                |                             | Enrichetta Adelaide di Savoia             | Vittorio Amedeo I di Savoia         |  |  |       |  |  |                      |  |  |                       |  |
|                                |                             | Enrichetta Adelaide di Savoia             | Vittorio Amedeo I di Savoia         |  |  |       |  |  |                      |  |  |                       |  |
|                                |                             | Enrichetta Adelaide di Savoia             | Maria Cristina di Borbone-Francia   |  |  |       |  |  |                      |  |  |                       |  |
| Luigi di Borbone-Francia       |                             | Enrichetta Adelaide di Savoia             |                                     |  |  |       |  |  |                      |  |  |                       |  |
|                                | Carlo Emanuele II di Savoia | Vittorio Amedeo I di Savoia               |                                     |  |  |       |  |  |                      |  |  |                       |  |
|                                | Carlo Emanuele II di Savoia | Vittorio Amedeo I di Savoia               |                                     |  |  |       |  |  |                      |  |  |                       |  |
|                                | Carlo Emanuele II di Savoia | Maria Cristina di Borbone-Francia         |                                     |  |  |       |  |  |                      |  |  |                       |  |
| Vittorio Amedeo II di Savoia   | Carlo Emanuele II di Savoia |                                           |                                     |  |  |       |  |  |                      |  |  |                       |  |
|                                |                             | Maria Giovanna Battista di Savoia-Nemours | Carlo Amedeo di Savoia-Nemours      |  |  |       |  |  |                      |  |  |                       |  |
|                                |                             | Maria Giovanna Battista di Savoia-Nemours | Carlo Amedeo di Savoia-Nemours      |  |  |       |  |  |                      |  |  |                       |  |
|                                |                             | Maria Giovanna Battista di Savoia-Nemours | Elisabetta di Borbone-Vendôme       |  |  |       |  |  |                      |  |  |                       |  |
| Maria Adelaide di Savoia       |                             | Maria Giovanna Battista di Savoia-Nemours |                                     |  |  |       |  |  |                      |  |  |                       |  |
|                                |                             | Filippo I di Borbone-Orléans              | Luigi XIII di Francia               |  |  |       |  |  |                      |  |  |                       |  |
|                                |                             | Filippo I di Borbone-Orléans              | Luigi XIII di Francia               |  |  |       |  |  |                      |  |  |                       |  |
|                                |                             | Filippo I di Borbone-Orléans              | Anna d'Austria                      |  |  |       |  |  |                      |  |  |                       |  |
| Anna Maria di Borbone-Orléans  |                             | Filippo I di Borbone-Orléans              |                                     |  |  |       |  |  |                      |  |  |                       |  |
|                                |                             | Enrichetta Anna Stuart                    | Carlo I d'Inghilterra               |  |  |       |  |  |                      |  |  |                       |  |
|                                |                             | Enrichetta Anna Stuart                    | Carlo I d'Inghilterra               |  |  |       |  |  |                      |  |  |                       |  |
|                                |                             | Enrichetta Anna Stuart                    | Enrichetta Maria di Borbone-Francia |  |  |       |  |  |                      |  |  |                       |  |
|                                |                             | Enrichetta Anna Stuart                    |                                     |  |  |       |  |  |                      |  |  |                       |  |